# Croque
Croque (od francuskiego słowa croquer = „chrupać”, „gryźć”) – odmiana zapiekanki wywodząca się z Francji. 

## Francuski Croque

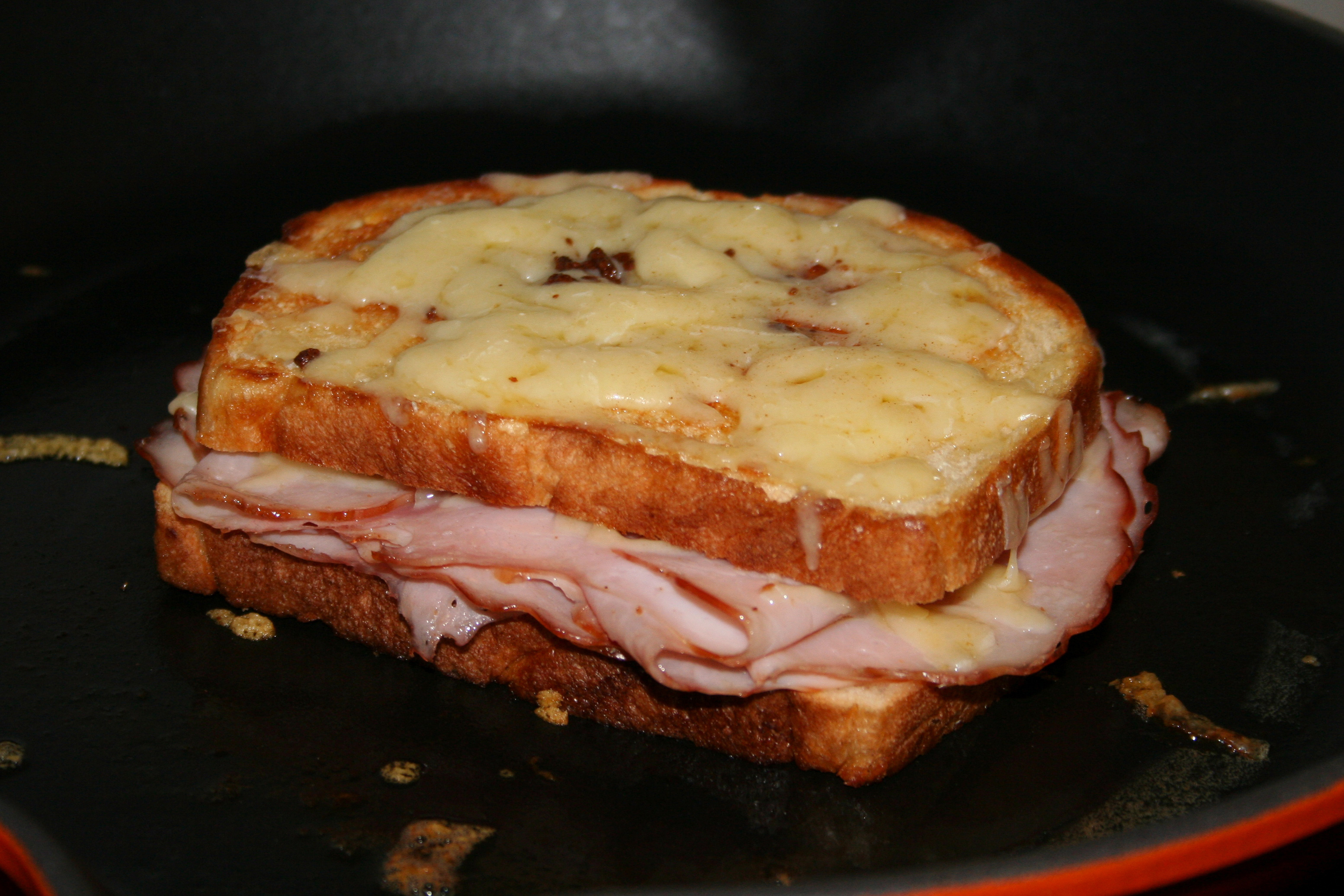
Croque Monsieur

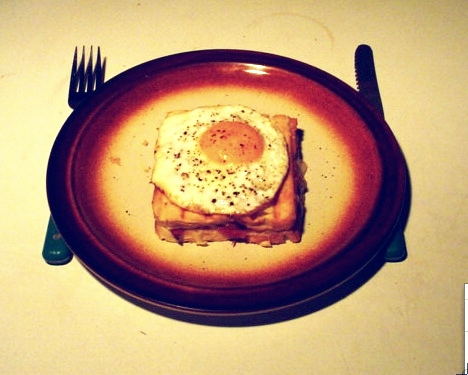
Croque Madame

We Francji w przypadku Croque Madame lub Croque Monsieur mamy do czynienia z serem lub szynką gotowaną, które są umieszczane pomiędzy dwiema kromkami chleba. Tak przygotowana kanapka jest posypywana serem (ementalerem lub często też gruyèrem) i zapiekana w piekarniku. W przypadku Croque Madame, na zapiekance umieszcza się jeszcze jajko sadzone. W niektórych rejonach Francji chleb namacza się przed pieczeniem w rozbełtanym jajku. Całość można polać sosem beszamelowym.

## Niemiecki Croque

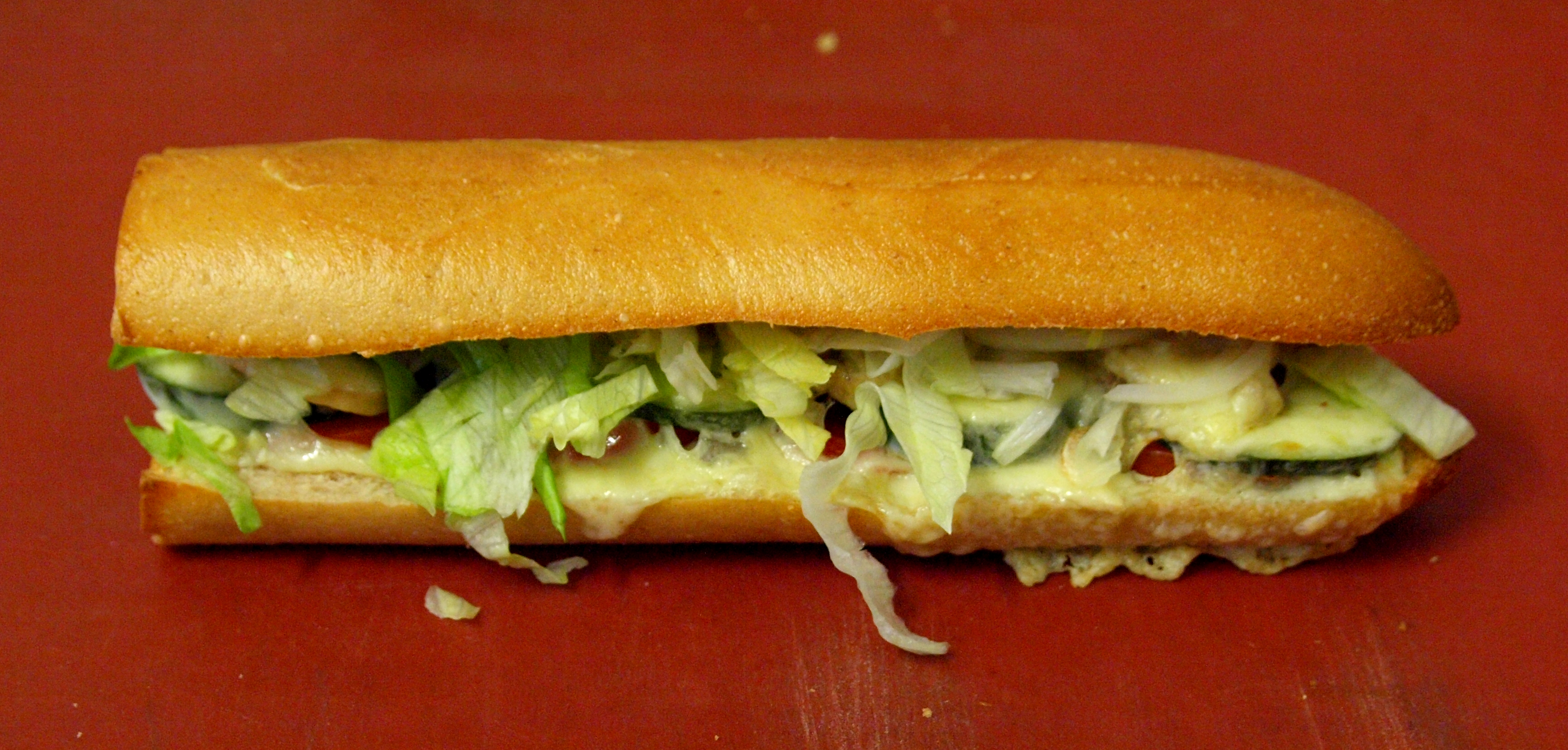
Croque niemiecki

W Niemczech jako Croque określa się zapiekane serem i innymi składnikami bagietki. Niemieckie zapiekanki znacznie różnią się od klasycznych francuskich. Zasadnicza różnica polega na tym, że dolna część bagietki jest zapiekana wraz z innymi składnikami.
Wymyślona w 1976 roku w Hamburgu, zapiekanka Croque zrewolucjonizowała rynek fast foodów w Niemczech. Z biegiem czasu ewoluowała i powstały jej nowe warianty w zależności od składników. Oprócz popularnej gotowanej szynki, niemiecką Croque podaje się np. z salami, schabem pieczonym, tuńczykiem lub szynką z indyka. Istnieją także wegetariańskie warianty, np. z camembertem i bananami. Po upieczeniu całość wzbogaca się o sałatę lodową lub surówkę z białej kapusty oraz inne składniki, takie jak świeżą lub prażoną cebulę, pomidory i ogórki. Na koniec wszystko należy obficie polać sosem. Przeważnie będzie to sos na bazie majonezu, czyli sos tatarski, sos ziołowy lub sos czosnkowy.